# 平灘河牌坊
平灘河牌坊位於四川省達州市大竹縣，文物遺址年代判定為清。2012年7月16日公佈為第八批四川省文物保護單位。
平灘河牌坊位於四川省達州市大竹縣楊家鎮龍台村7組，平灘河橋南30公尺，建於清光緒十二年（1886），為旌表李相魁之妻李朱氏。占地面積228平方公尺。平面呈長方形，由坊基、坊身、抱鼓石組成，坐向30°，石質仿木建築結構，4柱3開間，3樓，廡殿頂，通高11公尺、寬17.4公尺、厚3.00公尺。東南向邊樓匾分別刻“龍飛”、“鳳舞”，左右盡間各高2.5公尺，寬1.5公尺，邊柱刻雀鳥、花草圖案。西南、東北各施八面獸形抱鼓石，口含珠，昂首挺胸。正樓、邊樓額坊均雕刻戲劇人物故事，正樓匾心刻有“聖旨旌表”，主樓正脊為寶塔頂，兩端飾鴟吻。平灘河牌坊結構規整緊湊，做工細緻，造型端莊，對研究清代建築史和雕刻工藝具有重要價值，具有較高藝術、科學及歷史價值。1992年，平灘河牌坊被大竹縣人民政府公佈為縣級文物保護單位。2010年，平灘河牌坊被達州市人民政府公佈為市級文物保護單位。